# Siegfried Roch
Siegfried Roch, nemški rokometaš, * 26. marec 1959, Wunsiedel.
Leta 1984 je na poletnih olimpijskih igrah v Los Angelesu v sestavi zahodnonemške rokometne reprezentance osvojil srebrno olimpijsko medaljo.